# Weilermerkingen
Weilermerkingen (schwäbisch: „Weilermirgna“) ist ein Teilort von Dorfmerkingen, einem Stadtteil von Neresheim.

## Lage und Verkehrsanbindung
Weilermerkingen liegt nördlich des Stadtkerns von Neresheim und westlich des Stadtteils Dorfmerkingen und ist mit der Kreisstraße K 3296 an den Verkehr angebunden.
Der Weiler liegt auf einer Hochfläche der Schwäbischen Alb, dem Härtsfeld.

## Geschichte
Die Geschichte Weilermerkingens ist eng verbunden mit der Geschichte Dorfmerkingens. Die Herren von Merkingen besaßen zwei Orte östlich ihrer Stammburg, das Dorf Merkingen (Dorfmerkingen) und den Weiler Merkingen (Weilermerkingen). 
Im Jahre 1298 wurde Weilermerkingen als Merchingen minore (kleines Merkingen) erwähnt, im Gegensatz zu Merchingen maiore (großes Merkingen).
1872 zählte der Ort 117 Einwohner.

## Dorfkapelle

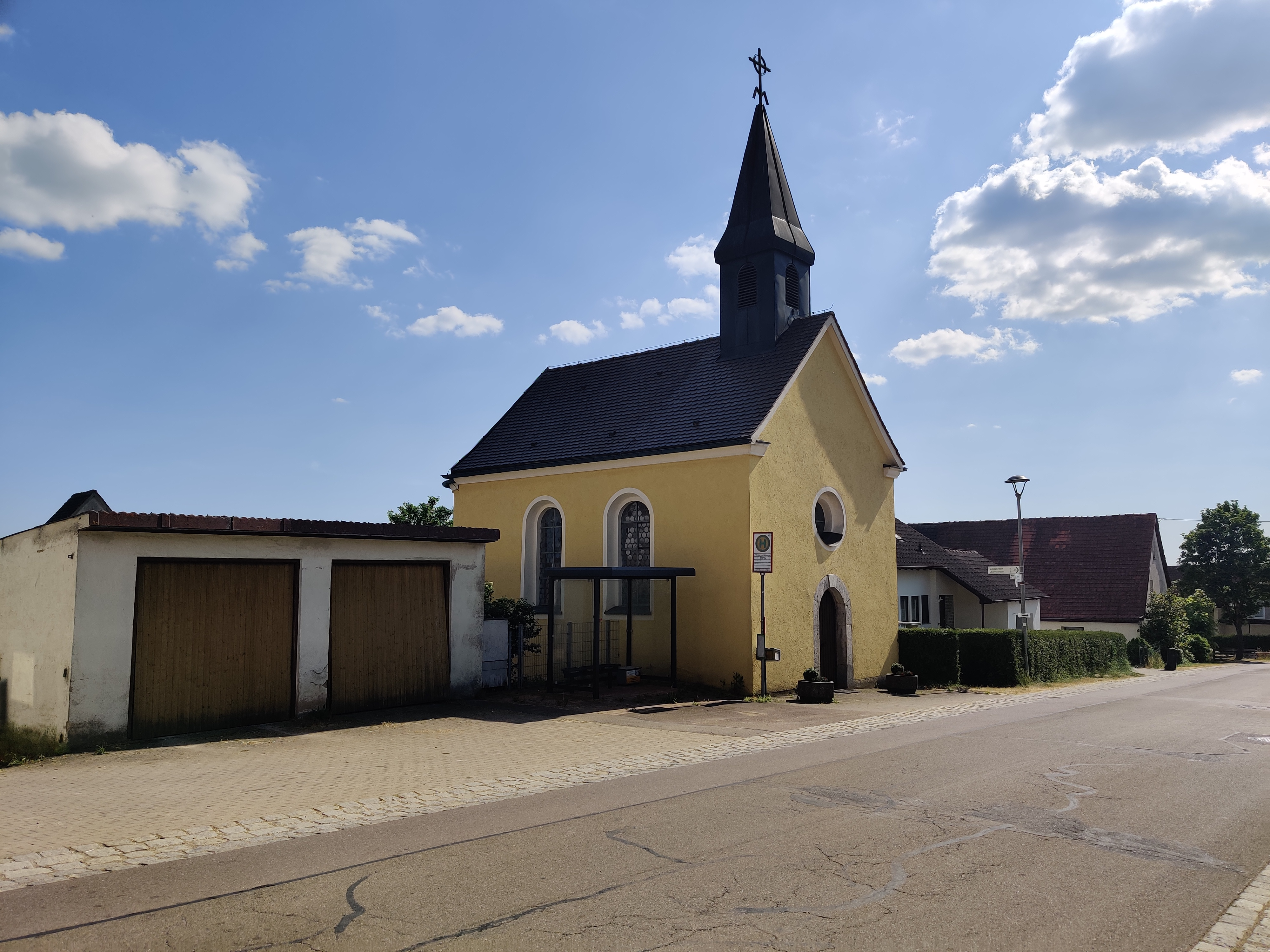
Dorfkapelle St. Josef

Im Ort steht eine in der ersten Hälfte des 19. Jahrhunderts erbaute katholische Kapelle, die dem heiligen Josef geweiht ist. Das heute unter Denkmalschutz stehende Gebäude ist ein Putzbau mit halbrundem Schluss und kleinem Glockenturm.